# Drenaje Jackson-Pratt
Un drenaje Jackson-Pratt (también llamado drenaje JP) es un dispositivo médico de succión al vacío que se usa comúnmente como drenaje posoperatorio para recolectar líquidos corporales del lecho quirúrgico. El dispositivo consiste en un drenaje interno conectado a una bombilla en forma de granada a través de un tubo de plástico.

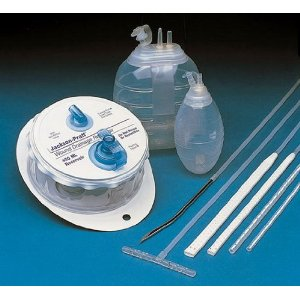
Drenaje Jackson-Pratt

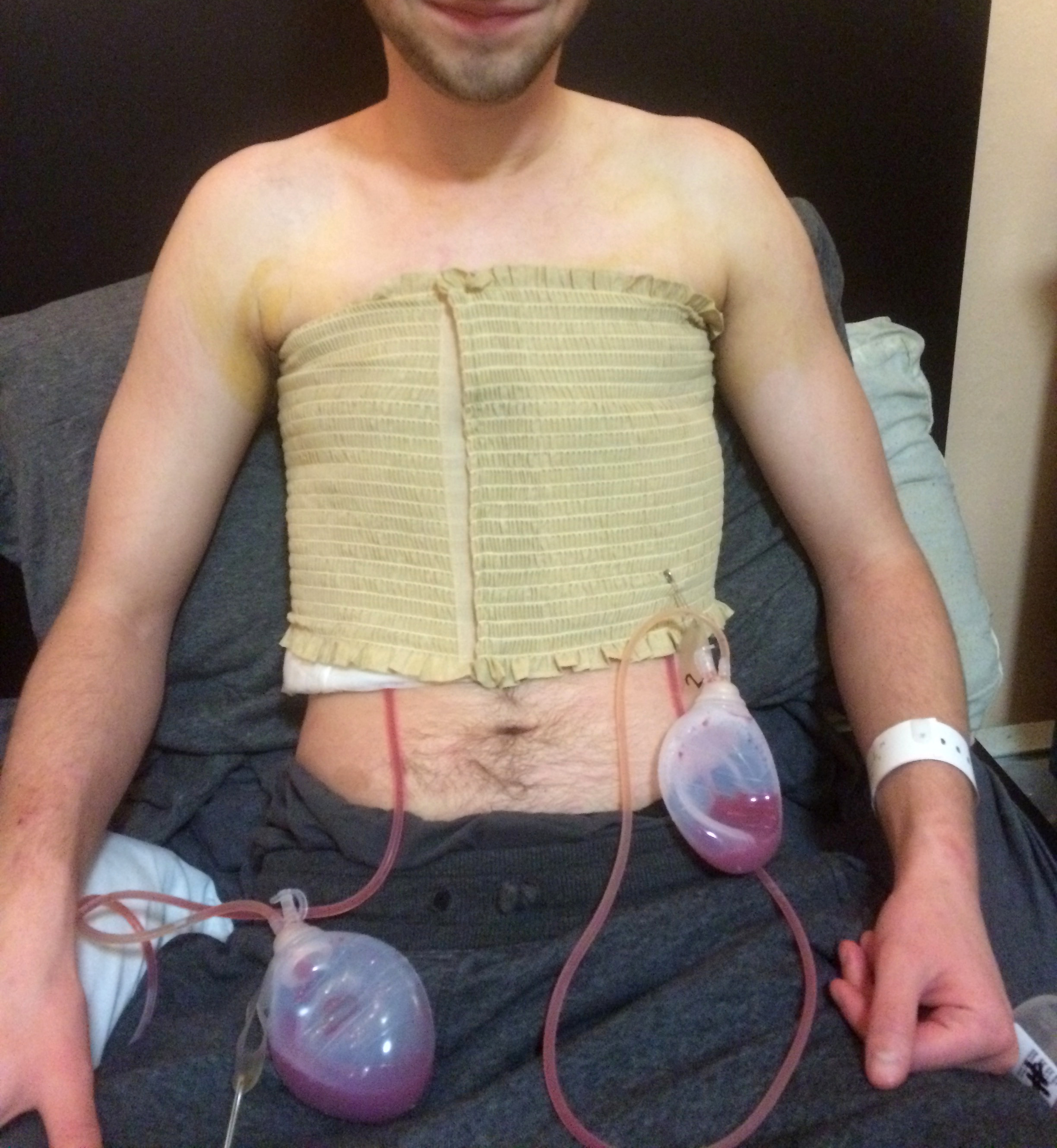
Hombre trans con dos drenajes Jackson-Pratt después de una mastectomía en forma de ojo de cerradura

El propósito de un drenaje es prevenir la acumulación de líquido (sangre u otro) en un espacio cerrado ("muerto"), que puede causar la interrupción de la herida y el proceso de curación o convertirse en un absceso infectado, ya sea con escenario que posiblemente requiera un procedimiento formal de drenaje/reparación (y posiblemente otro viaje a la sala de operaciones). El drenaje también se usa para evacuar un absceso interno antes de la cirugía cuando ya existe una infección. Los coágulos y otras materias sólidas en el líquido de drenaje pueden obstruir el tubo, impidiendo que el dispositivo drene correctamente.

## Cuidado y mantenimiento
El bulbo flexible tiene un tapón que se puede abrir para verter el líquido acumulado. Cada vez que se extrae líquido, el paciente, el médico o el proveedor de atención médica exprime el aire del bulbo y reemplaza el tapón antes de soltar el bulbo. El vacío resultante crea succión en el tubo de drenaje, que gradualmente extrae líquido del sitio quirúrgico hacia el bulbo. El bulbo se puede abrir repetidamente para eliminar el líquido acumulado y volver a apretarlo para restaurar la succión. Es mejor vaciar los desagües antes de que estén más de la mitad para evitar la incomodidad del peso del desagüe que tira del tubo interno.
Los desagües JP vienen en formas planas y redondas, y están disponibles en varios tamaños. Los desagües planos se miden en milímetros y los desagües redondos se miden en tamaños franceses.
Los pacientes o cuidadores pueden "quitar" los desagües tomando una toalla húmeda o un paño y sujetando la parte del tubo más cercana al cuerpo con los dedos, pasando el paño a lo largo del tubo hasta el bulbo de drenaje. También se puede poner un poco de loción o aceite mineral en la punta de los dedos para lubricar el tubo y facilitar la extracción. Primero se debe sujetar la parte del tubo más cercana al punto de salida del drenaje del cuerpo y, una vez que se quita la longitud del drenaje, se debe soltar el extremo más cercano al sitio quirúrgico. Esto aumenta el nivel de succión y ayuda a mover los coágulos a través del tubo de drenaje hacia el bulbo.
Es importante observar la piel alrededor del drenaje en busca de signos de una posible infección: aumento del enrojecimiento, dolor o hinchazón; fiebre superior a 38,3 °C; drenaje amarillo turbio, bronceado o maloliente.
Cualquier sistema de drenaje de succión cerrado, como el Jackson-Pratt, puede obstruirse con fibrina o coágulos. Esto da como resultado la pérdida de la permeabilidad del drenaje y, por lo tanto, el líquido, la sangre o el material infectado pueden acumularse en la herida y dar como resultado un hematoma o un absceso. Se debe prestar mucha atención para asegurarse de que los desagües no se coagulen ni se obstruyan cuando todavía están en uso. Este riesgo se puede reducir mediante una inyección subcutánea diaria de heparina de bajo peso molecular (HBPM) hasta que se retire el drenaje quirúrgico.

## Usos comunes
- Cirugía abdominal
- Cirugía de busto
- Craneotomía
- Mastectomía
- Cirugía torácica
- Reemplazo de articulaciones (artroplastia)

## Homónimo
El drenaje de Jackson-Pratt (informalmente denominado "drenaje cerebral") recibió su nombre en honor a sus inventores, los Dres. Fredrick E. Jackson (Jefe, Departamento de Cirugía Neuroquirúrgica, Hospital Naval, Camp Pendleton, CA) y Richard A. Pratt (Hospital Naval, Camp Pendleton, CA). Las primeras publicaciones que mencionan este dispositivo aparecieron en 1971 - 1972.